# Ösophagusdruckmessung
Als Ösophagusdruckmessung oder Ösophagusmanometrie wird die Bestimmung des Drucks (Manometrie) in der Speiseröhre (Ösophagus) mittels eines Katheters bezeichnet.
Sie dient der Diagnostik von Motilitätsstörungen bei Ösophaguserkrankungen wie der Achalasie, dem diffusen Ösophagusspasmus, dem Nussknackerösophagus oder einer Ösophagusmitbeteiligung im Rahmen von Kollagenosen und diabetischer Polyneuropathie.

## Vorgehen
Bei der Ösophagusmanometrie wird eine dünne Sonde durch die Nase bis in den Magen vorgeschoben. Die Sonde hat an ihrem Ende mehrere Druckmesspunkte. Liegt die Sonde im Magen, bzw. möglichst tief in der Speiseröhre (Ösophagus), wird die Sonde ganz langsam und zentimeterweise durch die Speiseröhre zurückgezogen. Dabei wird jeweils ein kleiner Schluck Flüssigkeit zum Schlucken verabreicht. Der Druck, der durch den Schluckakt in der Speiseröhre ausgelöst wird, überträgt sich auf den Druckmesspunkt und wird gemessen. Die Druckveränderungen werden von einem Gerät (PC) gespeichert und als Computergrafik dargestellt. Die Ergebnisse sind für die Planung einer möglichen Achalasie-Therapie oder Operation bei einer Refluxösophagitis notwendig. Sie zeigen, wie die ganze Speiseröhre arbeitet – also ihre pumpende Muskelarbeit (Peristaltik). Die Untersuchung dauert etwa 30 Minuten und ist in der Regel nicht schmerzhaft.